# 山梨テレ通信
山梨テレ通信（やまなしテレつうしん）は、かつて1980年代後半から1990年代にかけて山梨県をサービスエリアに、テレメッセージグループの一員としてポケットベルなどの事業を行っていた企業。山梨テレ通信株式会社が正式名称だが、テレメッセージグループなのでテレメの通称が同じように用いられた。

## 概要
1986年設立。山日YBSグループの一社で、本社も同グループの本拠地である山梨文化会館に置かれていた。
当時はテレメの通称で知られ、1990年代中盤の爆発的なポケベル人気の中でNTTドコモと並んで加入者を急増させたが、その後ポケベル人気の中核をなしていた高校生から20代前半の若者らが携帯電話やPHSに急速に移行したことから基地局などの通信設備が過剰となり、その減価償却などに苦しむこととなった。

## 沿革
- 代表取締役社長　細田 明男

- 1986年12月16日 - 設立
- 1988年
  - 4月1日 - 第一種電気通信事業許可[2]
  - 10月13日 - 開業[2][3]
- 1999年
  - 8月25日 - 特別清算を発表
  - 10月1日 - 新規加入停止
- 2000年4月13日 - 解散を臨時株主総会で決議[4]

## 通信端末
詳細はテレメッセージ内の通信端末を参照のこと。